# NFL 1929
Die NFL-Saison 1929 war die zehnte Saison der US-amerikanischen Footballliga National Football League (NFL). Meister der Liga wurden die Green Bay Packers.
Die Pottsville Maroons spielten in der Saison 1929 als Boston Bulldogs, bevor sie den Spielbetrieb einstellten. Mit den Staten Island Stapletons, Orange Tornadoes und den Minneapolis Red Jackets kamen drei neue Teams dazu. Die Buffalo Bisons nahmen nach einem Jahr Pause wieder am Wettkampfgeschehen teil.
Das Spiel der Chicago Cardinals bei den Providence Steam Roller war das erste NFL-Spiel unter Flutlicht.

## Tabelle
| Team                     | S  | N | U | SQ    |
| ------------------------ | -- | - | - | ----- |
| Green Bay Packers        | 12 | 0 | 1 | 1,000 |
| New York Giants          | 13 | 1 | 1 | 0,929 |
| Frankford Yellow Jackets | 10 | 4 | 5 | 0,714 |
| Chicago Cardinals        | 6  | 6 | 1 | 0,500 |
| Boston Bulldogs          | 4  | 4 | 0 | 0,500 |
| Staten Island Stapletons | 3  | 4 | 3 | 0,429 |
| Providence Steam Roller  | 4  | 6 | 2 | 0,400 |
| Orange Tornadoes         | 3  | 5 | 4 | 0,375 |
| Chicago Bears            | 4  | 9 | 2 | 0,308 |
| Buffalo Bisons           | 1  | 7 | 1 | 0,125 |
| Minneapolis Red Jackets  | 1  | 9 | 0 | 0,100 |
| Dayton Triangles         | 0  | 6 | 0 | 0,000 |